# Savez udruženja likovnih umetnika Vojvodine
Savez udruženja likovnih umetnika Vojvodine (SULUV) je udruženje likovnih umetnika sa područja Vojvodine: slikare, grafičare i vajare. SULUV sačinjava sedam gradskih udruženja: Novi Sad, Pančevo, Vršac, Zrenjanin, Kikinda, Sombor i Subotica.

## Organizacija
Udruženje је organizovano kroz tri organa: Predsedništvo, Umetnički savet i Sekretarijat. Predsedništvo rukovodi radom Udruženja, a Umetnički savet se brine i odlučuje o izlagačkoj i umetničkoj delatnosti SULUV-a. Sekretarijatom rukovodi Organizacioni sekretar, koji sprovodi i realizuje odluke Predsedništva i Umetničkog saveta.

## Galerija i izložbe
Udruženje organizuje likovne stvaraoce i afirmiše njihovo stvaralaštvo preko Galerije SULUV-a (ili Galeriju ULUV) u Novom Sadu na Bulevaru Mihajla Pupina br. 9. U redovnim aktivnostima Udruženja jeste i organizovanje revijalnih Godišnjih izložbi članova SULUV-a.

## Spoljašnje veze
- Prezentacija na artmagazinu